# Comitatul Spencer, Indiana
Comitatul Spencer , conform originalului din limba engleză, Spencer County (codul său FIPS este 18 - 147 Arhivat în 28 iulie 2011, la Wayback Machine.), este unul din cele 93 de comitate ale statului american Indiana. Sediul comitatului este localitatea Rockport.
Situat în partea sud-vestică a statului Indiana, Spencer County se învecinează cu două comitate din statul Kentucky, comitatele Hancock (la sud-est) și Daviess (la sud), respectiv cu trei comitate din statul Indiana, la vest (Warrick), la nord (Dubois) și respectiv la est (Perry).
Conform datelor furnizate de United States Census Bureau, la data efectuării recensământului din anul 2010, populația Spencer County fusese de 20.952 de locuitori. comparativ cu anul 2000 când fusese 20.351 de locuitori.

## Istoric
Spencer County a fost format în anul 1818 din părți ale comitatelor de atunci Warrick și Perry. A fost denumit după căpitanul Spier Spencer, ucis în bătălia de la Tippecannoe în 1811, parte a Războiului din 1812.
Abraham Lincoln a locuit în comitatul Spencer între 1816 și 1830, de la vârsta de șapte ani până când a împlinit douăzeci și unu de ani. În 1830, familia sa s-a mutat în statul Illinois. Monumentul cunoscut sub numele de Lincoln Boyhood National Memorial se găsește la locul unde fusese fosta fermă a familiei sale.

## Geografie
Conform datelor furnizate de United States Census Bureau, la data recensământului din anul 2010, suprafață totală a comitatului era de 1.039,25 km2 (ori 401.43 sqmi), dintre care 1.027,14 km3 (sau 396.75 sqmi, adică 98.83%) este uscat iar restul de 12,11 km2 (sau 4.68 sqmi, adică 1.17%) este apă.

### Comitate adiacente
- Comitatul Dubois—nord
- Comitatul Perry—est
- Comitatul Hancock, statul  Kentucky—sud-est
- Comitatul Daviess, statul Kentucky—sud
- Comitatul Warrick—vest

### Orașe și târguri (Cities și towns)
- Chrisney (Zip code, 47611)
- Dale (47523)
- Gentryville (47537)
- Grandview (47615)
- Richland (47634)
- Rockport (47635)
- Santa Claus (47579)

### Localități neîncorporate (Unincorporated towns)
- Evanston (Cod ZIP, 47531)
- Fulda (47531)
- Hatfield (47617)
- Lamar (47550)
- Lincoln City (47552)
- Mariah Hill (47556)
- Midway
- New Boston
- Reo
- Saint Meinrad (47577)

### Districte civile (Townships)
- Carter
- Clay
- Grass
- Hammond
- Harrison
- Huff
- Jackson
- Luce
- Ohio

### Drumuri importante
- Interstate 64
- U.S. Route 231
- Indiana State Road 62
- Indiana State Road 66
- Indiana State Road 68
- Indiana State Road 70
- Indiana State Road 161
- Indiana State Road 162
- Indiana State Road 245
- Indiana State Road 545

### Zone protejate național (National protected area)
- Lincoln Boyhood National Memorial

## Demografie
|  | Graficele sunt indisponibile din cauza unor probleme tehnice. Mai multe informații se găsesc la Phabricator și la wiki-ul MediaWiki. |

Date: Wikidata - grafică realizată de Wikipedia